# Hemistola chrysoprasaria
Pour les articles homonymes, voir Phalène.
Espèce
Hemistola chrysoprasaria, la Phalène printanière, est un lépidoptère (papillon) de la famille des Geometridae.

## Dénomination
La Phalène printanière ou Hémithée printanière a été nommée Hemistola chrysoprasaria par Esper, en 1795.

## Description

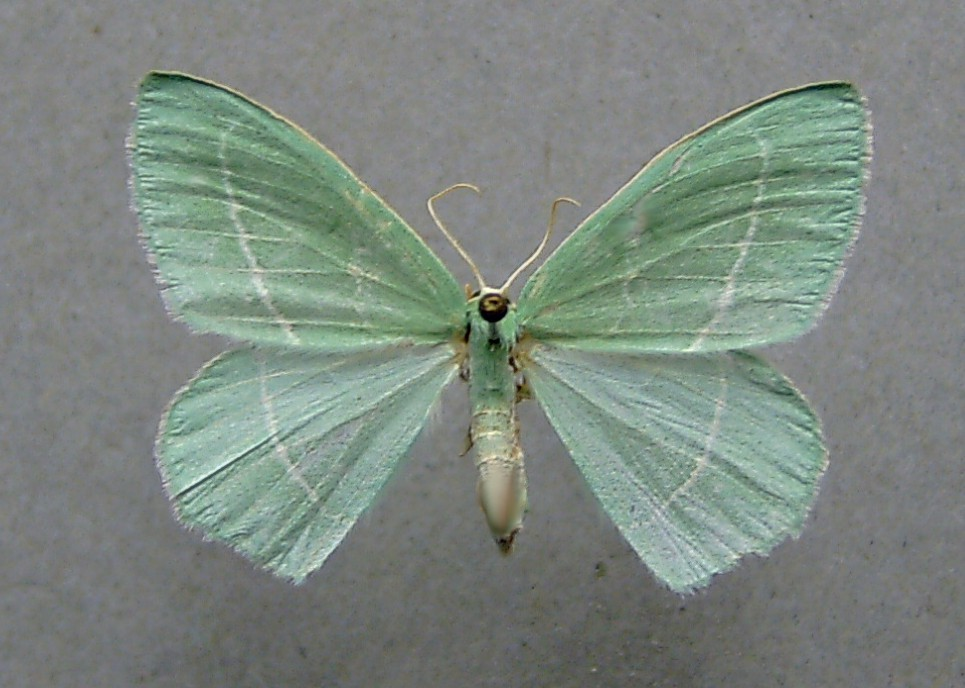
Hemistola chrysoprasaria épinglée, aspect muséal...

L'imago a une envergure de 28 à 32 mm.
Les ailes étalées au repos montrent 2 fins liserés clairs traversant les antérieures et un seul aux postérieures.
Couleur dominante vert clair, parfois plus terne.

### Chenille
La chenille est vert pâle, parsemée de points blancs, a la tête brune. Elle se nourrit des feuilles de clématites dont la clématite vigne-blanche. Elle hiberne dans le sol.

## Biologie

### Période de vol
La Phalène printanière vole d'avril à août en fonction de l'emplacement, en une seule génération, deux dans le sud, alors active jusqu'en septembre.

## Écologie et distribution
La Phalène printanière est présente depuis l'Europe jusqu'en Sibérie.
Elle est présente dans presque tous les départements de France métropolitaine

### Biotope
Elle affectionne les lisières des bois et les haies surtout sur terrains calcaires ou crayeux des vallées bien abritées, des coteaux ensoleillés; commune dans les régions montagneuses chaudes du sud.

### Protection
Pas de statut de protection particulier.